# Metazeunerita
La metazeunerita és un mineral de la classe dels fosfats que pertany al grup de la metaautunita. Va ser descoberta en 1937 en una mina prop de la localitat de Schneeberg, a la serralada de les Muntanyes Metal·líferes de l'estat de Saxònia (Alemanya), sent nomenada així per la seva relació amb la zeunerita.

## Característiques
És un arsenat d'urani i coure o uranil-arseniat de coure, hidratat. Com la resta de minerals del grup de la metaautunita en què s'enquadra la seva estructura molecular és en capes d'arsenat i uranat. Forma una sèrie de solució sòlida amb la metatorbernita, en la qual la substitució gradual de l'arsènic per fòsfor va donant els diferents minerals de la sèrie. Cristal·litza en el sistema tetragonal formant cristalls rectangulars a tabulars, o piramidals acabats en punta. Comunament de cares rugoses i estriades horitzontalment. També és molt comú l'hàbit foliat en forma d'agregats micacis. És comú que aparegui maclada merohèdricament. Presenta creixements sobre cristalls de trögerita i uranospinita, amb eixos paral·lels. Pot ser usada com a mena de l'urani. Per presentar radioactivitat ha de ser manipulada amb les degudes precaucions.
Segons la classificació de Nickel-Strunz, la metazeunerita pertany a «08.EB: Uranil fosfats i arsenats, amb ràtio UO₂:RO₄ = 1:1» juntament amb els següents minerals: autunita, heinrichita, kahlerita, novačekita-I, saleeïta, torbernita, uranocircita, uranospinita, xiangjiangita, zeunerita, metarauchita, rauchita, bassetita, lehnerita, metaautunita, metasaleeita, metauranocircita, metauranospinita, metaheinrichita, metakahlerita, metakirchheimerita, metanovačekita, metatorbernita, przhevalskita, meta-lodevita, abernathyita, chernikovita, meta-ankoleita, natrouranospinita, trögerita, uramphita, uramarsita, threadgoldita, chistyakovaita, arsenuranospathita, uranospathita, vochtenita, coconinoita, ranunculita, triangulita, furongita i sabugalita.

## Formació i jaciments
És un mineral estrany que es forma com a mineral secundari a la zona d'oxidació de jaciments d'urani d'alteració hidrotermal enriquits en arsènic. Sol trobar-se associada a altres minerals com: torbernita, trögerita, walpurgita, uranospinita, eritrina, mimetita, farmacosiderita, olivenita o calcofil·lita. Als territoris de parla catalana ha estat descrita a la mina Eureka (La Torre de Cabdella, Pallars Jussà), a la mina Atrevida (Vimbodí i Poblet, Conca de Barberà) i a les mines San José i Lealtad (Xóvar, Alt Palància).